# Edwin Oviedo
Edwin Oviedo Picchotito (Urcos, 10 de enero de 1971) es un dirigente de fútbol y empresario peruano. Fue presidente de la Federación Peruana de Fútbol de 2014 a 2018.
Fue presidente de la Federación Peruana de Fútbol desde 2015 hasta 2022, con la que llegó a seis instancias finales: el tercer lugar en la Copa América 2015, cuartos de final en la Copa América Centenario, la clasificación para la Copa Mundial de 2018 después de 36 años de ausencia, además de la mejor ubicación en el ranking FIFA en su historia (puesto 10°).

## Biografía

### Carrera empresarial
En 1979, cuando tenía solo 8 años su padre murió de un infarto. Tuvo que trabajar a una edad corta hasta llegar a formar el Grupo Oviedo, que tiene entre sus principales empresas a las azucareras Pomalca y Tumán. Es el presidente del Club Juan Aurich desde 2006, Oviedo es un empresario conocido por su actividad empresarial, principalmente relacionada con el rubro azucarero.

### Presidencia de la FPF
Se convirtió en presidente de la Federación Peruana de Fútbol (FPF), el 18 de diciembre de 2014, tras vencer en las elecciones a Federico Cúneo por 21 votos contra 14 y asumió el cargo el 5 de enero de 2015. Bajo su mandato la selección peruana de fútbol clasificó a la Copa Mundial de Fútbol de 2018.

## Procesos judiciales
Purgó prisión preventiva domiciliaria mientras se le investigó por los presuntos delitos contra la vida, el cuerpo y la salud en su figura de homicidio calificado en agravio de Manuel Rimarachín Cascos y Percy Farro Witte, ambos dirigentes de la azucarera Tumán. Sin embargo, en 2024, fue absuelto por el Poder Judicial luego de que la fiscalía no pudiera presentar pruebas de cargo suficiente contra él.